# Lee McConnell
Lee McConnell (Glasgow, 9 ottobre 1978) è un'ex velocista e ostacolista britannica.

## Palmarès
| Anno                              | Manifestazione          | Sede       | Evento        | Risultato  | Prestazione | Note             |
| --------------------------------- | ----------------------- | ---------- | ------------- | ---------- | ----------- | ---------------- |
| In rappresentanza del Regno Unito |                         |            |               |            |             |                  |
| 1999                              | Europei under 23        | Göteborg   | Salto in alto | 12ª        | 1,82 m      |                  |
| 2001                              | Universiadi             | Pechino    | 4x400         | Argento    | 3'30"40     |                  |
| 2002                              | Europei                 | Monaco     | 400 m piani   | Bronzo     | 51"02       |                  |
| 2002                              | Europei                 | Monaco     | 4x400 m       | 4ª         | 3'26"65     |                  |
| 2003                              | Mondiali                | Parigi     | 400 m piani   | 7ª         | 51"07       |                  |
| 2003                              | Mondiali                | Parigi     | 4×400 m       | 6ª         | 3'26"67     |                  |
| 2004                              | Giochi olimpici         | Atene      | 400 m piani   | Semifinale | 52"63       |                  |
| 2004                              | Giochi olimpici         | Atene      | 4×400 m       | 4ª         | 3'25"12     |                  |
| 2005                              | Europei indoor          | Madrid     | 4×400 m       | Bronzo     | 3'29"81     |                  |
| 2005                              | Mondiali                | Helsinki   | 400 m piani   | Semifinale | 51"15       |                  |
| 2005                              | Mondiali                | Helsinki   | 4×400 m       | Bronzo     | 3'24"44     |                  |
| 2006                              | Europei                 | Göteborg   | 400 m hs      | Semifinale | 55"61       |                  |
| 2006                              | Europei                 | Göteborg   | 4x400 m       | 4ª         | 3'28"17     |                  |
| 2007                              | Europei indoor          | Birmingham | 4×400 m       | Bronzo     | 3'28"69     |                  |
| 2007                              | Mondiali                | Osaka      | 400 m piani   | Semifinale | 51"07       |                  |
| 2007                              | Mondiali                | Osaka      | 4×400 m       | Bronzo     | 3'20"04     | Record nazionale |
| 2008                              | Giochi olimpici         | Pechino    | 400 m piani   | Semifinale | 52"11       |                  |
| 2009                              | Mondiali                | Berlino    | 4×400 m       | Bronzo     | 3'25"16     |                  |
| 2010                              | Europei                 | Barcellona | 400 m piani   | Batteria   | 53"15       |                  |
| 2010                              | Europei                 | Barcellona | 4x400 m       | Argento    | 3'24"32     |                  |
| 2011                              | Europei indoor          | Parigi     | 4×400 m       | Argento    | 3'31"36     |                  |
| 2011                              | Mondiali                | Taegu      | 400 m piani   | Semifinale | 51"97       |                  |
| 2011                              | Mondiali                | Taegu      | 4×400 m       | Bronzo     | 3'23"63     |                  |
| 2012                              | Giochi olimpici         | Londra     | 400 m piani   | Semifinale | 52"24       |                  |
| 2012                              | Giochi olimpici         | Londra     | 4×400 m       | 4ª         | 3'24"76     |                  |
| In rappresentanza della Scozia    |                         |            |               |            |             |                  |
| 2002                              | Giochi del Commonwealth | Manchester | 400 m piani   | Argento    | 51"68       |                  |
| 2002                              | Giochi del Commonwealth | Manchester | 4×400 m       | 4ª         | 3'31"50     |                  |
| 2006                              | Giochi del Commonwealth | Melbourne  | 400 m hs      | Bronzo     | 55"25       |                  |
| 2010                              | Giochi del Commonwealth | Delhi      | 200 m piani   | 5ª         | 23"68       |                  |
| 2010                              | Giochi del Commonwealth | Delhi      | 400 m piani   | 4ª         | 52"36       |                  |
| 2010                              | Giochi del Commonwealth | Delhi      | 4×400 m       | 4ª         | 3'30"91     |                  |